# 스자좡 쿵후 FC
스자좡 쿵후 FC(중국어: 石家庄功夫足球俱乐部)는 허베이성 스자좡시를 연고로 하는 중국의 프로 축구단이다. 현재 중국 갑급리그에 참가하고 있다.

## 선수 명단

### 현역
참고: FIFA 자격 규정에 따라 소속된 국가대표팀 국기를 표시합니다. 선수는 복수의 FIFA 비회원국 국적을 가지고 있을 수 있습니다.
| 번호 | 포지션 | 국적     | 이름               |
| ---- | ------ | -------- | ------------------ |
| 8    | FW     | 에콰도르 | 호세 마누엘 아요비 |
| 9    | FW     |          | 올라비오           |

| 번호 | 포지션 | 국적 | 이름 |
| ---- | ------ | ---- | ---- |